# Thomas Aspinwall Davis
Thomas Aspinwall Davis (Brookline, 11 dicembre 1798 – 22 novembre 1845) è stato un imprenditore e politico statunitense, decimo sindaco di Boston.

## Biografia
Davis nacque l'11 dicembre 1798 a Brookline, nel Massachusetts, figlio di Ebenezer Davis III e Lucy Aspinwall. Il fratello maggiore di Thomas, Sumner Davis fu ministro. Thomas crebbe lungo la Harrison Place (ora Kent Street) e iniziò a lavorare in una gioielleria a Boston all'età di 14 anni.
Nel 1820 divenne socio di Thomas N. Morong. Dal 1825 al 1834 lavorò in proprio e dal 1838 con Julius Palmer e Josiah Bachelder. La casa di Davis nel 1985 venne aggiunta nel Registered Historic Places in Brookline.

### Vita privata
Sposò Sarah Jackson, la nipote dell'abolizionista Francis Jackson, l'11 novembre 1824 a Newton, nel Massachusetts.

## Carriera politica
Alle elezioni di Boston del 21 febbraio 1845 si presentarono solo due candidati, Davis e William Parker, membro del Whig, che successivamente divenne sindaco ad interim il 6 gennaio quando il mandato del precedente sindaco terminò. In quell'elezione Davis ricevette 4 865 voti e Parker 4 366 e ci furono 322 voti dispersi. Davis sconfisse Parker per 499 voti, ricevendo la maggioranza dei 9 553 voti espressi.
Davis fu eletto sindaco alla terza candidatura in rappresentanza del movimento Know Nothing e giurò il 27 febbraio 1845. Il problema più importante che dovette affrontare la sua amministrazione fu quello riguardante l'approvvigionamento idrico della città.
Rassegnò le dimissioni il 6 ottobre per problemi di salute, che però non furono accettate e così morì in carica il 22 novembre 1845. I suoi funerali si tennero nella Central Church il 25 novembre.